# Religionssociologi
 Der er for få eller ingen kildehenvisninger i denne artikel, hvilket er et problem. Du kan hjælpe ved at angive troværdige kilder til de påstande, som fremføres i artiklen.

Religionssociologi er det samfundsvidenskabeligt baserede studium af religionerne i deres historiske forløb og nutidige fremtrædelsesformer; metodisk og teoretisk står sociologiske, antropologiske og socialhistoriske tilgange, ligesom filologisk kunnen, som nødvendige forudsætninger for et selvstændigt arbejde med undersøgelser og analyser inden for faget. Religionssociologi blev et officielt universitetsfag i 1970 da Arild Hvidtfeldt blev udnævnt til professor i det nyoprettede fag på Københavns Universitet. Forskere fra forskellige fagtraditioner har dog brugt religionssociologiske metoder og teorier længe før faget blev oprettet som universitetsuddannelse.

## Det sociologiske studie af religion
Der findes ikke samfund uden en eller anden form for religion selvom trosforestillinger og ritualer fremstår forskellige fra kultur til kultur. Alle religioner har hver for sig grundlæggende set et fælles sæt af trosforestillinger og ritualer, som praktiseres af en gruppe eller af individer.

## Sociologers tanker om religion
Sociologiske tilgange til religion har især været under indflydelse af de tre ”klassiskerers” idéer: Karl Marx, Émile Durkheim og Max Weber. Alle tre anså religion som en illusion. De mente, at ”den anden verden” som religion konstruerede var vores verden, forvrænget gennem den religiøse symboliks linser. For Marx indeholdte religion et stærkt ideologisk element: Religion tilvejebringer retfærdiggørelse for de materielle og magtmæssige uligheder der findes i et samfund. For Durkheim er religion vigtigt på grund af den integrerende samfundsmæssige funktion det tjener, specielt i forhold til at sikre, at mennesker mødes jævnligt for at bekræfte fælles trosforestillinger og værdier. For Weber var religion vigtig på grund af dens rolle i forbindelse med social forandring, specielt i udviklingen af vestlig kapitalisme. Ifølge det klassiske syn er religion i moderne samfund truet af en langvarig sekulariseringsproces hvor udfordringen fra det positivistiske videnskabsideal såvel som eksistensen af adskillige konkurrerende religioner uundgåeligt ville føre til en fuldstændig udslettelse af religion.

## Den tidlige sociologis tanker om religion
Den franske filosof og sociolog Auguste Comte (1798-1857) anses ofte som den person der etablerede faget sociologi. Hans generelle teori afhang generelt af et særligt syn på religion og dette syn har i udstrakt grad influeret religionssociologi siden den tid. I hans ”Cours de philosophie positive” udlagde Comte en naturalistisk positivisme og opstillede følgende stadier i tænkningens udvikling (evolution): 1. det teologiske stadie, hvor begivenheder og fænomener forklares ved reference til overnaturlige væsener; 2. det metafysiske stadie hvor mere abstrakte uforudsigelige kræfter påberåbes; 3. det positivistiske stadie hvor mennesket søger årsagsforklaringer på en mere videnskabelig og praktisk måde. At søge efter de videnskabelige love som styrer menneskenes moral og samfund er, i dette perspektiv, ligeså nødvendigt, som at søge efter de videnskabelige love indenfor fysik og biologi, Således forfægtede Comte en videnskab om samfundet nemlig sociologien. Nogle af de ledende skikkelser i udviklingen af sociologiske teorier var Herbert Spencer og Èmile Durkheim. 
Man kan studere religionssociologi på Afdeling for Religionshistorie på Københavns Universitet og på Afdeling for Religionsvidenskab på Århus Universitet